# Pump House Brewery
 (mai 2021).
Si vous disposez d'ouvrages ou d'articles de référence ou si vous connaissez des sites web de qualité traitant du thème abordé ici, merci de compléter l'article en donnant les références utiles à sa vérifiabilité et en les liant à la section « Notes et références ».
La brasserie Pump House (Pump House Brewery en anglais) est une brasserie canadienne située à Moncton, au Nouveau-Brunswick.
La brasserie fut fondée en 1996 par le chef de pompiers Shaun Fraser et son épouse Lilia. En 2002, une usine a été construite en banlieue de Moncton et un restaurant, le Barn Yard BBQ, fut plus tard ouvert à côté.
La production de la Pump House est vendue au Nouveau-Brunswick, en Nouvelle-Écosse et en Ontario.